# Åke Wassing
Åke Wassing, egentligen Karl Åke Wassinge, ursprungligen Axelsson, född 18 juni 1919 i Simtuna församling, Uppsala län, död 18 augusti 1972 i Kungsholms församling, Stockholm, var en svensk författare, skådespelare, sjöman och schlager- och visförfattare.

## Biografi
Åke Wassing var son till hemmansägaren Axel Johansson och Elma Hjelm, och hette Axelsson upp i vuxen ålder. Han var utbildad vid teaterskola och Set Poppius journalistskola samt genom självstudier. Wassing gjorde skådespel med egna visor och kupletter för bland andra Nya Teatern, Oscarsteatern och Riksteatern.
Han har bland annat skrivit schlagertexten till Se nu tittar lilla solen in igen som kom ut på 78:varvs skiva med Olle Bergman och spelades in på skivmärket Roulette redan den 20 januari 1955. Han har också skrivit "Farfar och jag" som kan uppfattas är något självbiografisk, då han växte upp med sin farfar.
Åke Wassing debuterade som romanförfattare 1958 med den självbiografiska boken Dödgrävarens pojke som blev både en kritiker- och läsarframgång och förlänade honom flera litterära priser. Under 1960-talet gav han ut ytterligare fyra romaner. Flera av böckerna baserades på hans erfarenheter av att växa upp på ett fattighus i Bollnäs.
Han gifte sig första gången 1942 med Ester Karolina Wassing (1920–2010), omgift Almestad, och upptog hennes flicknamn som artistnamn. I detta äktenskap fick han sonen Rolf (född 1942). Senare antog han dock namnet Wassinge.
Andra gången var han gift 1951 till 1968 med sångerskan Ingegärd Pettersson (1924–1989), dotter till maskinsliparen Karl Pettersson och Berna Lagerström. I detta äktenskap fick han dottern Margareta (född 1962).

## Teater

### Roller (ej komplett)
| År   | Roll           | Produktion                                     | Regi             | Teater      |
| ---- | -------------- | ---------------------------------------------- | ---------------- | ----------- |
| 1944 | Basque         | Misantropen (Le misanthrope) Molière           | Sam Besekow      | Nya Teatern |
| 1945 | Nattpotieren   | Nattlig ankomst (Ankunft bei Nacht) Hans Rothe | Per-Axel Branner | Nya Teatern |
| 1946 | Jensen         | Över förmåga (Over Ævne) Bjørnstjerne Bjørnson | Soini Wallenius  | Nya Teatern |
| 1946 | Busschauffören | Jag vill kärleken (Eurydice) Jean Anouilh      | Per-Axel Branner | Nya Teatern |

## Priser och utmärkelser
- 1958 – Svenska Dagbladets litteraturpris
- 1959 – ABF:s litteratur- & konststipendium
- 1959 – BMF-plaketten för Dödgrävarens pojke
- 1961 – Boklotteriets stipendiat
- 1962 – Sixten Heymans pris
- 1965 – Litteraturfrämjandets stipendiat
- 1966 – Litteraturfrämjandets stora romanpris